# Sinoaustralianos
Los australianos chinos (en chino tradicional, 華裔澳大利亞人 o 華裔澳洲人; en chino simplificado, 华裔澳大利亚人 o 华裔澳洲人; pinyin, Huáyì àodàlìyà rén or Huáyì àozhōu rén), también conocidos como sinoaustralianos, son australianos de origen chino. Los australianos de origen chino son uno de los grupos más numerosos dentro de la diáspora china mundial, y constituyen la mayor comunidad asiática australiana. Per cápita, Australia tiene más personas de ascendencia china que cualquier otro país fuera de Asia. En conjunto, los residentes australianos que se identifican a sí mismos como descendientes de chinos representaban el 5,5 % de la población de Australia en el censo de 2021.
La historia muy temprana de los australianos chinos implicó una inmigración significativa de los pueblos del delta del río Perla en el sur de China, con la mayoría de estos inmigrantes hablando dialectos dentro del grupo dialectal Yue. La fiebre del oro atrajo a muchos chinos a las colonias australianas en el siglo XIX. Al igual que muchos grupos chinos de ultramar de todo el mundo, los primeros inmigrantes chinos en Australia establecieron varios barrios chinos en las principales ciudades, como Sídney, Melbourne, Brisbane y Perth. En el territorio exterior australiano de la isla de Navidad, los australianos de origen chino total o parcial constituyen la pluralidad de la población.
Las recientes turbulencias en las relaciones entre Australia y China han afectado negativamente a la comunidad sinoaustraliana, cada vez más objeto de actitudes xenófobas.

## Historia
Los pueblos chinos tienen un largo y continuado papel en la historia de Australia. Ya existían vínculos entre China y Australia cuando Macao y Cantón se utilizaban como importantes puertos comerciales con la incipiente colonia. Mak Sai Ying (también conocido como John Shying) fue el primer emigrante chino registrado oficialmente en 1818. Tras su llegada, se dedicó durante algún tiempo a la agricultura antes de, en 1829, destacar como tabernero de The Lion, en Parramatta. La emigración a principios del siglo XIX fue limitada y esporádica; los que llegaron en este periodo eran principalmente mercaderes libres o aventureros y, lo que era más común, trabajadores contratados.
La fiebre del oro australiana fue lo primero que atrajo a miles de chinos al país. En 1855 llegaron a Melbourne 11 493 chinos, una cifra sorprendente si se tiene en cuenta que, apenas cinco años antes, la población total de Melbourne sólo rondaba las 25 000 personas. En 1858 habían llegado a Victoria 42 000 inmigrantes chinos, muchos de los cuales vivían en pensiones de Little Bourke Street. Debido a los sentimientos racistas generalizados en el Parlamento y en los campos de oro, a finales de 1855 se aprobó la primera de las muchas leyes de restricción de la inmigración y de persecución de chinos. Sin embargo, debido a las largas y mal reguladas fronteras entre las colonias de Australia, el número de chinos en los campos de oro siguió aumentando.
Tras la fiebre del oro, el número de chinos residentes en las ciudades aumentó y sus negocios e industrias contribuyeron en gran medida al crecimiento de Melbourne y Sídney a finales del siglo XIX. Mei Quong Tart y Lowe Kong Meng fueron destacadas figuras empresariales en Sídney y Melbourne, respectivamente. 

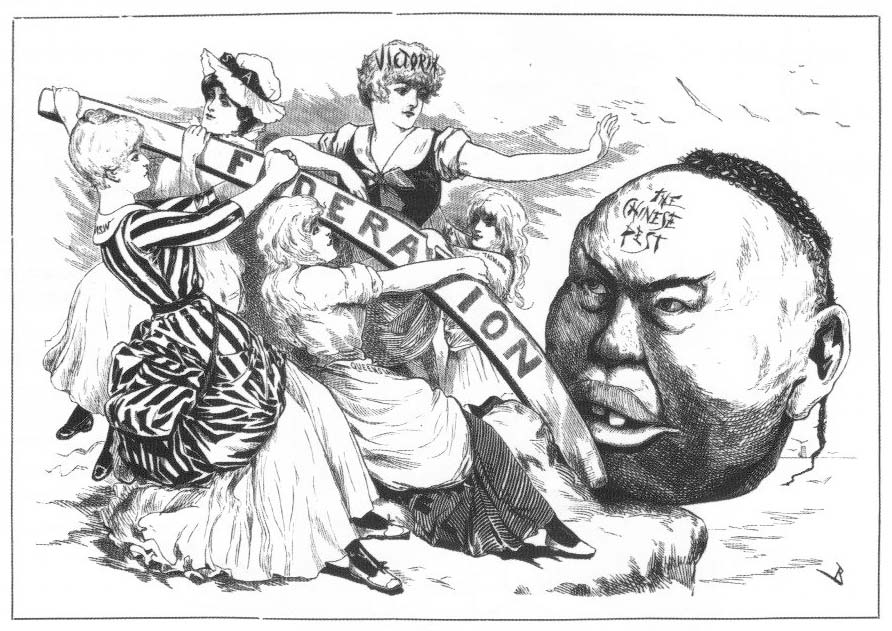
Esta viñeta política de 1888 del Melbourne Punch describe el racismo antichino en Australia, que fue una de las fuerzas impulsoras de la federación.

El racismo antichino entre los australianos blancos también contribuyó en gran medida a impulsar la federación de Australia. Algunas de las primeras leyes de la nueva federación establecerían la Política de la Australia Blanca. Esta política hacía casi imposible que alguien nuevo emigrara de China a Australia. Tras la federación, la población china en Australia disminuyó constantemente. A pesar de ello, los descendientes de chinos siguieron desempeñando un papel en la historia de Australia. Más de 200 personas de origen chino lucharon por Australia en la Primera Guerra Mundial, entre ellas el francotirador condecorado Billy Sing. Un número similar luchó por Australia en la Segunda Guerra Mundial.
El fin definitivo de la política de la Australia blanca a partir de la década de 1960 propició nuevas llegadas de la diáspora china y, por primera vez, de un número significativo de personas procedentes de zonas de China de habla no cantonesa. La primera oleada de llegadas fueron refugiados chinos de Vietnam y Camboya en la década de 1970. Le siguieron inmigrantes económicos de Hong Kong y Taiwán en las décadas de 1980 y 1990, cuyas familias se asentaron a menudo en las capitales. Se crearon nuevas instituciones para estos inmigrantes y se recuperaron otras antiguas, como la Cámara de Comercio China, mientras que en las capitales volvían a publicarse numerosos periódicos en chino. Colonos de etnia china procedentes de Perú emigraron a Australia tras la dictadura peruana del Gobierno Revolucionario de las Fuerzas Armadas de Perú en 1968.
Tras las protestas de 1989 en la plaza de Tiananmen, el entonces primer ministro australiano, Bob Hawke, permitió a los estudiantes chinos establecerse en Australia de forma permanente. Tras los disturbios de mayo de 1998 en Indonesia, se produjo una afluencia considerable de indonesios chinos que huían de la persecución en su país de origen hacia Australia. Desde la década de 2000, con el rápido desarrollo de la economía china, se ha producido una explosión en el número de inmigrantes procedentes de China, que con frecuencia han sido la mayor fuente de nuevos inmigrantes en Australia desde 2000. En 2015-16, China (excluyendo Hong Kong y Macao) fue la segunda mayor fuente de inmigrantes a Australia detrás de la India.

## Demografía

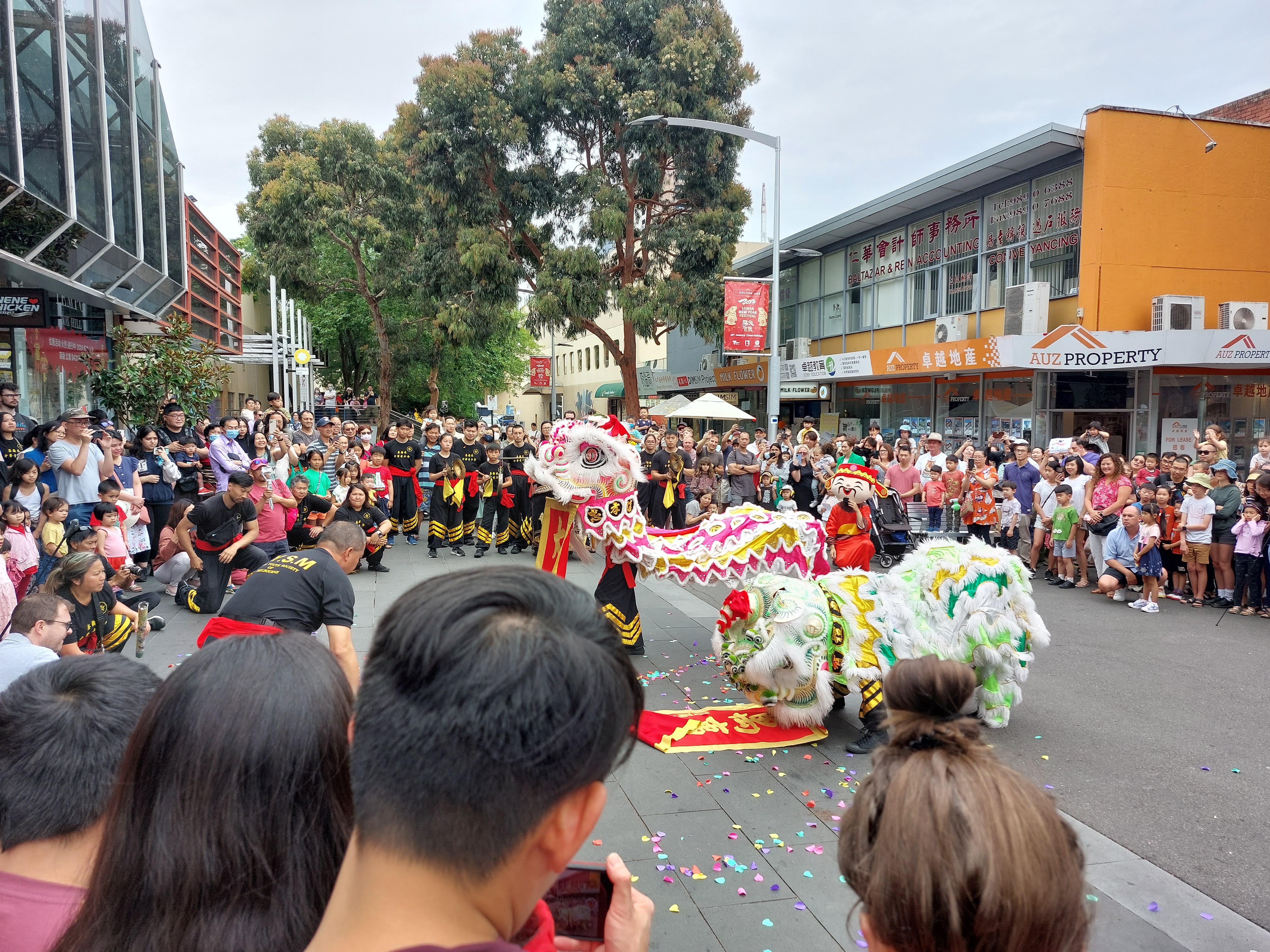
Celebraciones del Año Nuevo chino en Box Hill (Victoria), donde reside una de las mayores comunidades sinoaustralianas del país.

En el censo de 2021, 1 390 637 residentes australianos se identificaron como de ascendencia china, lo que representa el 5,5 % de la población total.
En 2019, la Oficina Australiana de Estadística estimó que había 677 240 residentes australianos nacidos en China continental, 101 290 nacidos en Hong Kong, 59 250 nacidos en Taiwán y 3130 nacidos en Macao. También hay un gran número de personas de ascendencia china entre los nacidos en países del Sudeste Asiático como Malasia, Indonesia, Singapur, Filipinas y Vietnam.
Antes de finales del siglo XX, los chinos australianos eran predominantemente de ascendencia cantonesa y hakka de China continental, Hong Kong y Macao, y el cantonés era el idioma dominante. Debido a la inmigración más reciente de otras regiones de China, el mandarín ha superado al cantonés en número de hablantes.